# Mattar (stacja metra)
Mattar – podziemna stacja Mass Rapid Transit (MRT) w Singapurze, która jest częścią Downtown Line. Została otwarta 21 października 2017. Stacja znajduje się pod skrzyżowaniem Mattar Road z Merpati Road.